# أوتو فريدريش مولر
أوتو فريدريش مولر (بالدنماركية: Otto Frederik (Friedrich, Friderich, Fridrich) Müller )‏ (و. 1730 – 1784 م) هو عالم نبات، وعالم حشرات، وعالم حيوانات، وعالم طيور، من الدنمارك، ولد في كوبنهاغن، وكان عضوًا في الأكاديمية الألمانية للعلوم ليوبولدينا، والأكاديمية الفرنسية للعلوم، والأكاديمية الملكية السويدية للعلوم، توفي في كوبنهاغن، عن عمر يناهز 54 عاماً.